# Pliohippus
Pliohippus var en av de forntida stamfäderna till den moderna hästen. Pliohippusen var den sista i raden av förfäder och utvecklades för cirka 6 miljoner år sedan ur föregångaren Merychippus. Den var nu cirka 120 cm i mankhöjd och väldigt lik dagens häst. De extra tårna som funnits hos de andra hästarna hade nu försvunnit och Pliohippus hade enbart en hov. Även tänderna var nu helt utvecklade och anpassade för gräsätarna. 
Pliohippusen var den sista grenen innan den moderna hästen som utvecklades cirka 5 miljoner år senare, dvs för cirka 1 miljon år sedan. 